# Folkevandringstiden
Folkevandringstiden er de migrationsbølger, der fandt sted ca. mellem 200 e.Kr. og 700 i Europa. Skriftlige kilder fra perioden beretter om hyppige invasioner og plyndringer af fremmede folkeslag i Romerriget. Folkevandringstiden markerer overgangen fra (sen)antikken til middelalderen.
De vigtigste stammer blandt de germanere, som slog sig ned i eller på grænsen til Romerriget, var goterne, vandalerne og frankerne, men både slaviske og germanske folkeslag migrerede i denne periode.
Tiden 400 e.Kr. - 1100 e.Kr. betegnes som helhed også som tidligste middelalder eller i ældre historiske fremstillinger som den mørke middelalder. I Skandinavien bruges betegnelsen germansk jernalder. Folkegrupper sivede ind, hvor Romerriget svækkedes.

## Historiografi
Betegnelsen Folkevandring (Völkerwanderung) stammer fra tysk forskning. Ordet har stærke rødder i den romanticistiske historieforståelse, der lagde grunden til Goethe, Richard Wagner og Nietzsche.
På italiensk kaldes vandringerne invasioner: Invasioni barbariche. Det har rod i antikkens opfattelse af de nordlige folkeslags uciviliserede og primitive sprog. Disse barbarer fik skylden for Romerrigets fald og for, at den europæiske civilisation sank ned i den mørke middelalder, en nedgangsperiode, som varede til den italienske renæssance.
I modsætning til det romanske syn på germanerne blev folkevandringer i germansk historieskrivning beskrevet som en kraftfuld germansk ekspansion i Frankrig, England, Italien og Spanien. Den greb tysk nationalisme i 19. årh. og det forklarer senere tiders tyske ekspansion som Drang nach Osten. Wagners meget tyske operaer handler om germanske helte fra folkevandringerne. Den nazistiske ideologi om Lebensraum har afgjort sin rod her.

## Tid og omfang
Begyndelsestidspunktet er usikkert. Historikerne vælger enten Alariks plyndring af Rom i 410 e.Kr. eller Goterkrigen (377–382). Sluttidspunktet er grundlæggelsen af det karolingiske dynasti i 751 med Pippin den Lilles tronbestigelse.
Årsagen til migrationerne er ikke fuldt belyst, men nærliggende er overbefolkning og klimaforandringer, som også svækkede Romerriget. Hvis det var Hunnerne, som indledte migrationen ca. 300 i det østlige Europa, forklarer det ikke, hvad der fik dem til at bryde op.
Folkevandringstidens to faser:
- Den første mellem 400 og 550 var germanske stammers indfald i de vestlige dele af Romerriget.
- Den anden mellem 550 og 800 var slaviske stammers indvandring i Østeuropa.

Herefter begynder tidlig middelalder (Vikingetiden i Skandinavien). I løbet af 9. og 10. årh. fandt der flere migrationsbølger sted, fx vikinger, magyarer og tyrkere, men de regnes ikke til tiden. Keltere, frankerne, sveberne og kimbrere i Romerriget hører heller ikke med.
Det lader sig vanskeligt opgøre tallet af udvandrere, der bosatte sig i de nye områder,
I dag er opfattelsen af folkevandringerne som invasioner forladt. Der var snarere tale om stammer, som udnyttede Romerrigets splittelse og økonomiske krise til at bosætte sig i tyndt befolkede egne af imperiet.

### Forløb
Allerede i slutningen af 2. århundrede f.Kr. førte kimbrere og teutoner et frygteligt stød mod Romerriget, men modstanden var for stærk. Ved Aquæ Sextiæ (Aix) og på de raudiske sletter ved Vercelli blev de nedhugget af Marius' legioner. Under Augustus så det en tid lang ud som om, at germanerne skulle underkastes romervældet, men efter Varus' nederlag i Teutoburger-skoven (år 9 e.Kr.) opgav romerne deres erobringsplaner og søgte blot i Rhinen og Donau at skabe sig faste grænser med Agri decumates, hjørnet mellem de to floder, og Dacien som udenværker. Trods stærke befæstninger og talrige garnisoner var den vidtstrakte grænselinie dog vanskelig ja umulig at forsvare. Det viste sig, da der ved midten af 2. århundrede sporedes en stærk bevægelse inden for de sydlige og vestlige germanske stammer. Grunden til denne må delvis søges i overbefolkning og måske ligefrem en nødstilstand, der skrev sig fra det svagt udviklede landbrug. Det var i høj grad ekstensivt: hvert år toges ny jord under ploven, og da der til sidst ikke fandtes mere ubrugt land i deres egen hjemstavn, vendte de sig mod de romerske grænseprovinser. Tillige øvedes der på de nærmest Romerriget boende folkeslag øjensynligt et tryk af Østgermanerne, der selv stødtes frem af slaviske og finsk-tatariske stammer.
Allerede under Marcus Aurelius antog den idelige gæring, der herskede i den germanske verden, en alvorligere karakter: Fra Böhmen og Mähren rykkede markomanner og quader ind i Pannonien, tilføjede romerne et stort nederlag og trængte over de karniske alper ned i Italien til Aquileia i år 167. Det lykkedes vel kejseren at drive fjenderne tilbage og tvinge dem til fred, men strømmen var ikke til at standse, da mange germanere optoges i hæren eller fik jord i grænseprovinserne.
Under kejser Caracalla i begyndelsen af 3. århundrede truede alemanner og franker grænsen ved Rhinen. Også de følgende kejsere måtte kæmpe mod dem, og i Agri decumates gik den romerske kultur mere og mere til grunde. Omkring år 250 trængte goterne trykket af slaverne ind i Dacien og Balkan-halvøen, sejlede over Sortehavet og udplyndrede Lilleasien. De illyriske kejsere standsede foreløbig angrebene, men Romerriget indskrænkedes atter til Rhin- og Donau-grænsen, idet Dacien og Agri decumates frivilligt blev afstået til gotere og alemannere. På vestgrænsen skød frankere, alemanner og burgundere sig dog stadig umærkelig frem og tog landet under plov, så snart det var erobret, og det var til liden nytte, at enkelte kejsere som Julian Apostata og Valentinian 1. for en stakket stund kastede dem tilbage til Rhinen.
Mod øst havde forholdene været rolige i omkring 100 år, men ved hunnernes indfald forstyrres freden. Sammen med de undertvungne alanere gik de 375 over Don mod østgoterne, hvis store rige styrtede sammen, og vendte sig derpå mod vestgoterne. De fik tilladelse til at bosætte sig som romerske føderati i Meusien, men undertrykte af de romerske embedsmænd rejste de sig og besejrede kejser Valens i Slaget ved Adrianopel i 378.
Under Theodosius den Store kom det til fred, og vestgoterne fik sæde på Balkan-halvøen, men efter hans død brød folket op mod Italien, og i 410 indtog deres fører Alarik Rom. Hans efterfølger Astaulf sluttede dog forbund med kejser Honorius og drog i hans tjeneste til det sydlige Gallien og Spanien, der var blevet oversvømmet af alaner, sveber, burgunder og vandaler. Disse fordreves delvis, og egnen omkring Toulouse blev afstået til vestgoterne som romerske føderati anerkendende Roms overherredømme, men faktisk uafhængige. Herfra udbredte de deres magt, der først gik til grunde i 711, over hele Sydfrankrig og Spanien. Under anførsel af Genserik gik de fordrevne vandaler over til Afrika i 429, Karthago blev erobret i 439, og omkring den som hovedstad stiftede Genserik et stort rige, der også omfattede Middelhavs-øerne og bestod til 534.
Samtidig rykkede hunnerne under Attila frem fra Ungarn mod Gallien, hvorfra det dog lykkedes de forenede romere og vestgotere at drive dem tilbage efter Slaget på de katalauniske marker i 451. Folket vendte sig derefter mod Italien, men overskred ikke Appenninerne, og efter Attilas død i 453 forsvinder det. Vandalerne fortsatte dog deres værk, og efter at de i 455 havde indtaget og hærget Rom, formåede Det romerske Rige ikke mere dæmme op for de fremtrængende germanere. Allerede ca. år 449 og de næste år havde angler og saksere sat sig fast i Britannien, i Nord- og Mellemgallien udbredte frankere, alemanner og burgundere stadig deres magt, og da den fuldstændig barbariske hær under Odoaker i 476 havde afsat den sidste vestromerske kejser, blev selve Italien et germansk rige.
Østgoterne, der efter hunnernes undergang havde boet i Meusien, Thrakien og Epirus, trængte i 488 ind i Italien, og i 493 måtte Odoaker overgive sig. Det anselige østgotiske rige, Teoderik den Store stiftede, bukkede dog under i krigene mod kejser Justinian 534—553, under hvilke det østgotiske folk gik til grunde, men deres magt arvedes af langobarderne, der i 568 fra Pannonien drog mod halvøen, hvor de holdt sig, indtil Karl den Store erobrede deres rige i 774. Af længst varighed og det betydeligste af alle riger blev frankernes, som hvis egentlige stifter Klodevig 1. må betragtes. Han og hans fire sønner gjorde ende på den sidste rest af romervældet i Gallien i 486 og undertvang alemannerne i 496 og burgunderne, der omkring år 410 havde stiftet et rige omkring Worms.
I Tyskland besatte slaverne de af germanerne forladte landstrækninger og trængte frem til Elben og Saale. De gjorde gentagne indfald på Balkan-halvøen, hvor forholdene i det hele var meget forvirrede, indtil i 7. århundrede bulgarere, serbere og kroatere bosatte sig i de efter dem opkaldte landsdele. Senere vandringer er magyarernes, der omkring år 900 rykkede ind i Ungarn, og mere uegentlig de store normanniske og arabiske krigstog.

### To hovedtyper: hærindfald og bondeekspansion
De germanske folkevandringer havde to hovedtyper, der stod i nøje sammenhæng med de forskellige folkeslags politiske og sociale kulturer. Østgermanerne var ved vandringstidens begyndelse store krigshære med en stærkt udviklet fyrstemagt, de rykkede som hele hære ind i Romerriget og overtog legionernes forsvarspligt mod at arve deres andel i jorden. Fyrsten blev delvis romersk officer, kejserens overhøjhed anerkendtes, og det romerske bureaukrati blev stående, ja overlevede endog sammen med rester af den gamle kultur Romerrigets undergang. Til denne gruppe, der under vandringerne for størstedelen kristnedes, hører øst- og vestgoter, burgundere, vandaler og flere andre. Mod vest træffer vi derimod mindre bondefolk, blandt hvilke frankere og alemanner var de vigtigste. De skød sig gradvist frem over grænserne uden at opgive forbindelsen med det oprindelige hjemland, og under kampene, under hvilke den romerske kultur og de romerske institutioner ganske gik til grunde, styrkedes den oprindelig ret svage fyrstemagt. Nærmest i slægt med denne art af folkevandringer var den angelsaksiske erobring af Britannien.

## Følger
Folkevandringernes vigtigste følger var Romerrigets undergang og dannelsen af de hidtil næsten ukendte nationalstater. Den stivnende antikke kultur afløstes mod vest af en fuldstændig barbarisering, der særlig gav sig til kende ved, at bykulturen, der i oldtiden havde været civilisationens hovedhjørnesten, på det nærmeste forsvandt og afløstes af en ren bondekultur.

## Stammer associeret med Folkevandringstiden
- Ostrogoter
- Visigoter
- Gepider
- Vandaler
- Heruler
- Alemanner
- Langobarder
- Svebere
- Burgunder
- Alaner
- Sakser
- Angler
- Jyder
- Franker